# Tiro ai Giochi della XXX Olimpiade - Pistola 10 metri aria compressa maschile
La gara di pistola 10 metri aria compressa maschile dei Giochi della XXX Olimpiade si è svolta il 28 luglio 2012. Hanno partecipato 45 atleti.
La medaglia d'oro è stata vinta dal sudcoreano Jin Jong-Oh, mentre l'argento e il bronzo sono andati rispettivamente a  Luca Tesconi e Andrija Zlatić.

## Formato
L'evento si articola in due fasi: un turno di qualificazione e la finale.
Nella qualificazione, ogni atleta spara 60 colpi; in ognuno di essi, il punteggio varia da 0 da 10 (con incrementi di 1) a seconda della distanza dal centro del bersaglio. I primi 8 tiratori accedono alla finale.
Nella finale, ogni atleta spara 10 colpi addizionali, il cui punteggio ha un incremento di 0,1 (con un massimo di 10,9); il punteggio finale considera tutti i 70 colpi sparati.

## Record
Prima della competizione, i record olimpici e mondiali erano i seguenti:
| Qualificazione  | Qualificazione                      | Qualificazione    | Qualificazione              | Qualificazione  |
| --------------- | ----------------------------------- | ----------------- | --------------------------- | --------------- |
| Record mondiale | Jin Jong-Oh (Corea del Sud)         | 594               | Changwon, Corea del Sud     | 12 agosto 2009  |
| Record olimpico | Michail Nestruev (Russia)           | 591               | Atene, Grecia               | 14 agosto 2004  |
| Intera gara     |                                     |                   |                             |                 |
| Record mondiale | Sergej Pyž'janov (Unione Sovietica) | 695,1 (593+102,1) | Monaco di Baviera, Germania | 13 ottobre 1989 |
| Record olimpico | Wang Yifu (Cina)                    | 690,0 (590+100,0) | Atene, Grecia               | 14 agosto 2004  |

## Programma
| Data           | Ora (BST/UTC+1) | Turno          |
| -------------- | --------------- | -------------- |
| 28 luglio 2012 | 12:00           | Qualificazioni |
| 28 luglio 2012 | 15:30           | Finale         |

## Turno di qualificazione
| Pos. | Atleta                | Nazione           | 1   | 2  | 3   | 4   | 5   | 6  | Totale | Note |
| ---- | --------------------- | ----------------- | --- | -- | --- | --- | --- | -- | ------ | ---- |
| 1    | Jin Jong-Oh           | Corea del Sud     | 99  | 98 | 96  | 98  | 99  | 98 | 588    | Q    |
| 2    | Pang Wei              | Cina              | 100 | 98 | 97  | 98  | 98  | 95 | 586    | Q    |
| 3    | Andrija Zlatić        | Serbia            | 97  | 96 | 100 | 99  | 96  | 97 | 585    | Q    |
| 4    | Pablo Carrera         | Spagna            | 98  | 99 | 96  | 100 | 96  | 96 | 585    | Q    |
| 5    | Luca Tesconi          | Italia            | 98  | 96 | 98  | 96  | 98  | 98 | 584    | Q    |
| 6    | Oleh Omelčuk          | Ucraina           | 97  | 98 | 98  | 98  | 96  | 96 | 583    | Q    |
| 7    | Kai Jahnsson          | Finlandia         | 97  | 99 | 97  | 95  | 96  | 99 | 583    | Q    |
| 8    | João Costa            | Portogallo        | 97  | 97 | 99  | 98  | 96  | 96 | 583    | Q    |
| 9    | Hoàng Xuân Vinh       | Vietnam           | 98  | 95 | 97  | 95  | 100 | 97 | 582    |      |
| 10   | Leonid Ekimov         | Russia            | 94  | 98 | 95  | 99  | 97  | 99 | 582    |      |
| 11   | Kanstantsin Lukashyk  | Bielorussia       | 97  | 96 | 98  | 98  | 96  | 97 | 582    |      |
| 12   | Tan Zongliang         | Cina              | 98  | 97 | 95  | 97  | 96  | 98 | 581    |      |
| 13   | Tomoyuki Matsuda      | Giappone          | 98  | 94 | 97  | 97  | 97  | 98 | 581    |      |
| 14   | Ásgeir Sigurgeirsson  | Islanda           | 97  | 96 | 97  | 98  | 96  | 96 | 580    |      |
| 15   | Juraj Tužinský        | Slovacchia        | 95  | 96 | 99  | 98  | 95  | 97 | 580    |      |
| 16   | Norayr Bakhtamyan     | Armenia           | 95  | 99 | 97  | 98  | 97  | 93 | 579    |      |
| 17   | Damir Mikec           | Serbia            | 97  | 95 | 95  | 99  | 96  | 96 | 578    |      |
| 18   | Franck Dumoulin       | Francia           | 99  | 98 | 96  | 95  | 94  | 95 | 577    |      |
| 19   | Denys Kušnirov        | Ucraina           | 97  | 95 | 96  | 96  | 97  | 96 | 577    |      |
| 20   | Arben Kucana          | Albania           | 94  | 96 | 96  | 98  | 96  | 97 | 577    |      |
| 21   | Pavol Kopp            | Slovacchia        | 97  | 94 | 95  | 98  | 95  | 97 | 576    |      |
| 22   | Walter Lapeyre        | Francia           | 96  | 95 | 96  | 96  | 98  | 94 | 575    |      |
| 23   | Daryl Szarenski       | Stati Uniti       | 97  | 93 | 97  | 95  | 98  | 95 | 575    |      |
| 24   | İsmail Keleş          | Turchia           | 98  | 93 | 96  | 96  | 96  | 96 | 575    |      |
| 25   | Florian Schmidt       | Germania          | 95  | 98 | 95  | 96  | 95  | 96 | 575    |      |
| 26   | Denis Kulakov         | Russia            | 94  | 97 | 98  | 97  | 94  | 95 | 575    |      |
| 27   | Yusuf Dikeç           | Turchia           | 92  | 95 | 95  | 98  | 96  | 99 | 575    |      |
| 28   | Daniel Repacholi      | Australia         | 95  | 98 | 96  | 95  | 97  | 94 | 575    |      |
| 29   | Francesco Bruno       | Italia            | 99  | 95 | 97  | 96  | 93  | 94 | 574    |      |
| 30   | Yury Dauhapolau       | Bielorussia       | 96  | 93 | 97  | 95  | 94  | 96 | 571    |      |
| 31   | Vijay Kumar           | India             | 94  | 95 | 94  | 97  | 97  | 93 | 570    |      |
| 32   | Patrick Scheuber      | Svizzera          | 97  | 95 | 96  | 96  | 91  | 94 | 569    |      |
| 33   | Ebrahim Barkhordari   | Iran              | 95  | 93 | 96  | 96  | 98  | 91 | 569    |      |
| 34   | Jason Turner          | Stati Uniti       | 95  | 96 | 91  | 96  | 97  | 94 | 569    |      |
| 35   | Choi Young-Rae        | Corea del Sud     | 93  | 97 | 96  | 94  | 94  | 95 | 569    |      |
| 36   | Roger Daniel          | Trinidad e Tobago | 97  | 94 | 94  | 93  | 94  | 96 | 568    |      |
| 37   | Jakkrit Panichpatikum | Thailandia        | 97  | 95 | 93  | 95  | 93  | 93 | 566    |      |
| 38   | Karim Wagih           | Egitto            | 92  | 92 | 97  | 98  | 95  | 92 | 566    |      |
| 39   | Maung Kyu             | Birmania          | 95  | 94 | 95  | 92  | 94  | 95 | 565    |      |
| 40   | Vyacheslav Podlesnyy  | Kazakistan        | 94  | 95 | 93  | 95  | 93  | 95 | 565    |      |
| 41   | Nikola Šaranović      | Montenegro        | 92  | 93 | 96  | 96  | 93  | 95 | 565    |      |
| 42   | Sergio Sánchez        | Guatemala         | 96  | 95 | 93  | 95  | 96  | 90 | 565    |      |
| 43   | Fateh Ziadi           | Algeria           | 91  | 92 | 94  | 97  | 94  | 94 | 562    |      |
| 44   | Sergey Babikov        | Tagikistan        | 90  | 96 | 94  | 95  | 94  | 93 | 562    |      |

## Finale
| Pos. | Atleta         | Qual. | 1    | 2    | 3    | 4    | 5    | 6    | 7    | 8    | 9    | 10   | Finale | Totale | Note |
| ---- | -------------- | ----- | ---- | ---- | ---- | ---- | ---- | ---- | ---- | ---- | ---- | ---- | ------ | ------ | ---- |
|      | Jin Jong-Oh    | 588   | 10.6 | 10.5 | 10.4 | 10.1 | 10.4 | 9.3  | 9.0  | 9.4  | 9.7  | 10.8 | 100.2  | 688.2  |      |
|      | Luca Tesconi   | 584   | 10.5 | 9.6  | 10.7 | 9.6  | 9.3  | 10.7 | 10.7 | 10.5 | 10.5 | 9.7  | 101.8  | 685.8  |      |
|      | Andrija Zlatić | 585   | 10.0 | 9.8  | 9.2  | 10.3 | 9.8  | 10.6 | 10.5 | 9.5  | 10.3 | 10.2 | 100.2  | 685.2  |      |
| 4    | Pang Wei       | 586   | 10.0 | 9.1  | 10.3 | 9.8  | 10.4 | 10.3 | 9.4  | 9.4  | 10.0 | 9.0  | 97.7   | 683.7  |      |
| 5    | Oleh Omelčuk   | 583   | 10.4 | 10.1 | 10.3 | 10.5 | 10.0 | 10.5 | 10.5 | 8.5  | 9.5  | 10.3 | 100.6  | 683.6  |      |
| 6    | Pablo Carrera  | 585   | 10.6 | 10.4 | 9.2  | 10.1 | 10.0 | 8.9  | 10.3 | 9.1  | 9.9  | 9.8  | 98.3   | 683.3  |      |
| 7    | João Costa     | 583   | 10.3 | 9.6  | 10.0 | 10.4 | 9.1  | 9.6  | 10.2 | 9.6  | 10.1 | 10.4 | 99.3   | 682.3  |      |
| 8    | Kai Jahnsson   | 583   | 8.7  | 9.3  | 8.8  | 9.1  | 10.2 | 10.3 | 10.4 | 9.7  | 9.7  | 9.9  | 96.1   | 679.1  |      |